# Iufini
Iufini ou Jeuefini foi um antigo faraó da XIII dinastia egípcia durante o Segundo Período Intermediário. De acordo com os egiptólogos Kim Ryholt e Darrell Baker, ele era o sétimo rei da dinastia, enquanto Jürgen von Beckerath e Detlef Franke veja-o como o sexto governante. Iufini reinou de Mênfis por um período muito curto em c. 1 788 a.C. ou 1 741 a.C. Iufini é atestado no Papiro de Turim como quinto rei e com nome parecido de um "filho do deus-sol".

## Família
Ryholt relata que os dois predecessores Iufini Ameni Quemau e Hotepibré, bem como seu sucessor Amenemés VI todos possuem nome filiativo - isto é, nomes que os conectam ao pai. Uma vez que tais nomes eram usadas pelos faraós apenas quando seus pais também eram faraós e como Iufini reinava no meio deles, Ryholt argumenta que Iufini deve ter feito parte da família, incluindo Amenemés V, Ameni Quemau, Seetepibré I e Amenemés VI. Dada a brevidade do reinado de Iufini, Ryholt propõe que ele pode ter sido irmão de Hotepibré ou simplesmente neto de Amenemés V.